# لوكاس أونيانجو
لوكاس أونيانجو (بالإنجليزية: Lucas Onyango)‏ هو لاعب اتحاد الرغبي كيني، ولد في 12 مايو 1981 في كينيا.

## وصلات خارجية
- لوكاس أونيانجو على موقع سلسلة سباعيات الرغبي العالمية - رجال (الإنجليزية)
- لوكاس أونيانجو على موقع ItsRugby.co.uk (الإنجليزية)
- لوكاس أونيانجو على موقع اتحاد ألعاب الكومنولث (مؤرشف) (الإنجليزية)